# 花笠まつり
花笠まつり（はながさまつり）は、スゲ笠に赤い花飾りをつけた花笠を手にし、「花笠音頭」にあわせて街を踊り練りあるく日本の祭である。山形県内など数か所で開催されているが、例年8月に山形市で行なわれる「山形花笠まつり」が広く知られている。戦前から行われている東北三大祭りに戦後から始まり広まった「山形花笠まつり」を加えた4つの祭りを東北四大祭りと呼ぶ事もある。

## 花笠音頭と花笠踊り

### 花笠音頭
花笠まつりで歌われる「花笠音頭」の起源は諸説あるが、大正中期に尾花沢で土木作業時の調子あわせに歌われた土搗唄が起源といわれており、昭和初期にこれが民謡化され「花笠音頭」（またの名を「花笠踊り唄」といわれる）となった。また、1963年（昭和38年）パレード用に振り付け、蔵王夏祭りとして始める。
しかしながら福岡市博多区で唄われる「博多祝い唄」と共通する歌い出しの歌詞がみられる点を尾花沢説では説明できないことから、「博多祝い唄」と同様に江戸時代の伊勢参りの際に伝わった伊勢の囃子音頭に起源を持つ可能性が考えられる。
また踊りについては、菅で編んだ笠に赤く染めた紙で花飾りをつけたものを景気づけに振ったり回したりしたのが発祥といわれている。

### 花笠踊り
花笠まつりの振り付けは、山形県内だけでも各地域に約10種類の振り付けが存在していたが、山形花笠まつりのために誰にも手軽に踊れるよう一本化され「正調花笠踊り〜薫風最上川〜」が制定された。以降、これが標準的な振り付けとされたが、紅花摘みの作業唄からとったとされる、その楚々とした踊りの動作のため、主に女性が踊り手の中心となった。
1999年（平成11年）、「正調花笠踊り -蔵王暁光-」が、「薫風最上川」に並ぶ標準振り付けとして制定された。豪快な動作を取り込んでいるところが特徴であり、これにより男性の踊り手の増加に寄与したと言われる。
一方、「花笠踊り」の発祥の地とされる尾花沢（おばなざわ花笠まつり）では豪快に花笠を振り回す「笠回し系花笠踊り」が行われている。笠回しには5つの流派がある。

## 花笠踊りが行われる主な祭り
以下の祭り以外にも、様々なイベントで踊られる。
正調花笠踊り
- 8月上旬 山形県上山市 「踊る花笠・仮装花笠まつり」（場所：上山温泉）
- 8月上旬 山形県山形市 「山形花笠まつり」（1963年（昭和38年） - 。場所：七日町商店街ほか）
- 8月上旬 山形県天童市 「天童夏まつり」（場所：天童温泉）
- 8月中旬 山形県鶴岡市 「庄内花笠祭り」（場所：昭和通り、1997年に終了）
- 8月下旬 山形県尾花沢市 「おばなざわ花笠まつり」（場所：大正小路）
- 10月上旬 静岡県伊東市 「伊東温泉花笠踊り」（1998年（平成10年） - 。場所：伊東駅前通り）
- 12月中旬 東京都杉並区 「杉並花笠祭」（1991年（平成3年） - 。主催：サミット[3]、場所：大宮八幡宮）

奉納行事
- 5月4日・5日 山形県遊佐町 「吹浦口ノ宮例大祭」（場所：鳥海山大物忌神社）
  - 鳥海山大物忌神社吹浦口ノ宮の田楽舞「花笠舞」は、県指定無形民俗文化財。
- 9月14日 山形県寒河江市 「日和田弥重郎 花笠田植踊」（場所：日和田八幡神社）
  - 県指定無形民俗文化財。1846年（弘化3年）より。

その他
- 7月下旬 山形県尾花沢市 「花笠YOSAKOIまつり」（場所：尾花沢市役所そば）

## 山形花笠まつり
山形市で開催される花笠まつりは「山形花笠まつり」と呼ばれる。例年8月5日・6日・7日の3日間開催され、パレードは文翔館正面から南西方向に伸びる県道19号山形山寺線および国道112号（七日町商店街ほか）で開催される。
元々山形市の伝統行事は、山形藩初代藩主である最上義光を祭る義光祭（ぎこうさい）であった。山形新聞・山形交通（現ヤマコー）の社長で事実上の山形県の最高実力者であった服部敬雄が、山形県内で比較的伝統的な踊りを夏期観光の目玉として売り出すことを提唱し、1963年（昭和38年）に「蔵王夏まつり」のイベントの1つとして「花笠音頭パレード」が始まった。その後、1965年（昭和40年）から「山形花笠まつり」として独立し、現在に至る。
1970年開催の大阪万博ではお祭り広場での日本の祭りにトップで出演し、1972年2月、フランスのニースのカーニバル、1974年9月、スペインのアンダルシア地方のヘレス・デ・フロンテラ市のワイン祭り、1979年、国際児童年記念のスイス・ジュネーブまつりにそれぞれ招聘されている。
服部の影響下のマスコミ（山形新聞・山形放送）による大宣伝、バス会社による花笠見物を売り出す団体旅行の募集や旅館・ホテルのあっせんといった服部らの努力により、花笠まつりは以前と比べれば全国的な知名度を上げた。しかし、山形新聞、山形交通グループ企業で花笠まつりに関する諸権利をほとんど独占していることから、観光客が地元商店街に落とした金をほとんど吸い上げるとも批判されている。祭り期間中ゲストとして歌手が呼ばれ、山車行列をするが、服部が陣取る貴賓席の前に来ると、ゲストは山車から降りて服部に頭を下げて挨拶することが恒例であった。
団体によっては小学生以下の少女が厚化粧で参加する。「花笠音頭」は大塚文雄が歌唱するバージョンが多く流れる。JR山形駅では「花笠音頭」の発車メロディが採用されている。

### 開催概要
- 主催 - 山形県花笠協議会、山形花笠まつり実行委員会[2]
- 開催日 - 毎年8月5日・6日・7日の3日間[2]
- 会場 - 山形市街地（十日町・本町・七日町通り～文翔館）[2]

### 新型コロナウイルスによる影響
2020年は新型コロナウイルス感染拡大に伴い、史上初の中止。
翌年の2021年は新型コロナウイルスの感染拡大防止のため、規模を縮小し会場をきらやかスタジアム（山形市総合スポーツセンター内）で開催することを発表。2年ぶりに開催したが、花笠音頭にある「ヤッショ、マカショ」の掛け声はなしで、踊り手はマスクの着用となった。尚、祭り期間中"街なか花笠"も実施予定であったが、これは中止となった。
2022年、踊り手による「ヤッショ、マカショ」の掛け声禁止、観覧中の飲食や踊り手の水分補給の際の会話を原則禁止、踊り手の人数の上限を1団体あたり100人にするなどの新型コロナウイルス感染対策をしながら3年ぶりに山形市の中心部で開催した。2023年、4年ぶりに通常開催。「第61回山形花笠まつり」として3日間行った。
なお、中止となった2020年から再開後の2023年まで中心市街地の活性化と花笠の製作技術の継承を目的に、手作りの花笠で山形市の中心部を飾るプロジェクト「ハナサクヤマガタ」が実施された。

## 作品
- 三波春夫 「東京花笠音頭」（1966年（昭和41年）4月発売の歌謡曲。花笠音頭をメロディに用いている。東京誕生百年を祝って、東京の名所が歌詞に織り込まれている）
- 小林久三 『東北四大祭り殺人事件』（1987年（昭和62年）発刊の小説。後にテレビドラマ化）